# Fredrik Östberg
Fredrik Östberg (ur. 12 lutego 1979 w Sollentuna) – szwedzki biegacz narciarski, zawodnik klubu Falun-Borlänge SK.

## Kariera
Po raz pierwszy na arenie międzynarodowej Fredrik Östberg pojawił 9 sierpnia 1997 roku podczas zawodów FIS Race w Perisher Valley, gdzie zajął siódme miejsce w biegu na 15 km techniką dowolną. W kategorii juniorów najlepszy wynik osiągnął podczas mistrzostw świata juniorów w Saalfelden w 1999 roku, na których zdobył srebrny medal w sztafecie, a na dystansie 30 km stylem dowolnym był czwarty.
W Pucharze Świata zadebiutował 27 listopada 1999 roku w Kirunie, zajmując 70. miejsce w biegu na 10 km stylem klasycznym. Pierwsze pucharowe punkty wywalczył jednak dopiero 9 marca 2002 roku w Falun, zajmując 8. miejsce w biegu łączonym na 20 km. W klasyfikacji generalnej sezonu 2001/2002 zajął ostatecznie 81. miejsce. Najlepsze wyniki w Pucharze Świata osiągnął w sezonie 2002/2003, który ukończył na 41. pozycji.
Jedyną dużą imprezą w jego karierze były mistrzostwa świata w Oberstdorfie w 2005 roku, gdzie zajął 24. miejsce w sprincie techniką klasyczną. W 2002 roku zajął trzecie miejsce w najdłuższym szwedzkim maratonie narciarskim - Vasaloppet.

## Osiągnięcia

### Mistrzostwa świata
| Miejsce | Dzień     | Rok  | Miejscowość | Konkurencja              | Czas biegu | Strata | Zwycięzca      |
| ------- | --------- | ---- | ----------- | ------------------------ | ---------- | ------ | -------------- |
| 24.     | 22 lutego | 2005 | Oberstdorf  | Sprint stylem klasycznym | 2:32,1     | -      | Wasilij Roczew |

### Mistrzostwa świata juniorów
| Miejsce | Dzień       | Rok  | Miejscowość | Konkurencja             | Wynik     | Strata  | Zwycięzca        |
| ------- | ----------- | ---- | ----------- | ----------------------- | --------- | ------- | ---------------- |
| 19.     | 12 lutego   | 1997 | Canmore     | 10 km stylem klasycznym | 26:26,9   | +1:42,2 | Bruno Carrara    |
| 6.      | 14 lutego   | 1997 | Canmore     | Sztafeta 4x10km         | 1:45:25,6 | +2:35,9 | Włochy           |
| 14.     | 21 stycznia | 1998 | Pontresina  | 10 km stylem dowolnym   | 25:27,0   | +1:04,2 | Andreas Koiser   |
| 7.      | 23 stycznia | 1998 | Pontresina  | Sztafeta 4x10 km        | 1:49:26,3 | +2:37,3 | Czechy           |
| 18.     | 25 stycznia | 1998 | Pontresina  | 30 km stylem klasycznym | 1:27:16,9 | +3:45,1 | Aleksiej Łuszkin |
| 25.     | 3 lutego    | 1999 | Saalfelden  | 10 km stylem klasycznym | 25:32,7   | +1:45,1 | Axel Teichmann   |
| 2.      | 5 lutego    | 1999 | Saalfelden  | Sztafeta 4x10km         | 1:40:11,7 | +1:18,7 | Niemcy           |
| 4.      | 7 lutego    | 1999 | Saalfelden  | 30 km stylem dowolnym   | 1:33:18,9 | +28,9   | Jussi Ylimäki    |

### Puchar Świata

#### Miejsca w klasyfikacji generalnej
- sezon 2001/2002: 81.
- sezon 2002/2003: 41.
- sezon 2003/2004: 89.
- sezon 2004/2005: 92.
- sezon 2005/2006: 47.
- sezon 2006/2007: 70.

#### Miejsca na podium w zawodach chronologicznie
Östberg nie stał na podium indywidualnych zawodów Pucharu Świata.